# Алегорія тюльпаноманії
«Алегорія Тюльпаноманії» — сатирична картина Яна Брейгеля Молодшого 1640-их років. Темою олійного живопису на дереві стала тюльпаноманія в Нідерландах у XVII столітті. Картина має розміри 30 × 47,5 см. 2011 року вона була виставлена на продаж в аукційному будинку «Ім Кінскі» і зараз перебуває у приватній власності. Подібна версія картини зберігається в колекції музею Франса Галса в Гарлемі.

## Картина

### Структура та техніка
На передньому та середньому плані домінують гуманізовані мавпи, перед будинком на середньому плані видно лише трьох реальних людей. Ліву чверть картини майже повністю займає склепінчастий ґанок палацової будівлі. Потік або річка проходять по діагоналі повз будинок та групу дерев до озера зі зруйнованим замком. В глибині картини, на правому березі річки зображено ліс.
Картина Яна Брейгеля є зразком олійного живопису на дереві. Передній план витримано в темних, землистих тонах, середній план — у відтінках жовтого та зеленого, а тло — у відтінках синього. Таким чином живописець підсилює враження просторової глибини.

### Інтерпретація та історія
В епоху Відродження мавп вважали сатиричною символізацією людської жадібності та глупоти. Тема картини — манія тюльпанів, яка розгулялась у Нідерландах у 1630-их роках. Товариство мавп обідає під склепінчастою прибудовою, «купець» у зеленому дублеті тільки починає новий бізнес, мавпа, одягнена в помаранчево-жовте вбрання, вклала всі свої статки в тюльпан, а бухгалтерська мавпа зважує золотисті цибулини тюльпанів. Група одягнених у червоне спекулянтів збирається на середнньому плані, праворуч від неї б'ються розчаровані покупці (фехтування). На правому передньому плані мавпу, яка спекулювала на своїх грошах, ведуть до судді, а безпосередньо перед нею інша мочиться на найдорожчій різновиді тюльпанів. Остання сцена, очевидно, є ілюстрацією голландського прислів'я про ілюзію досягнення неможливого.
Картина перебувала в приватній колекції в Австрії з 1920-их років. 2011 року її продали в аукційному будинку Im Kinsky у Відні. Експертом, який перевіряв авентичність картини, був Клаус Ерц . Початкова ціна становила 25 000 євро, аукціонна ціна досягла 74 000 євро (з оплатою послуг аукціону — 92 500 євро). Картину придбав анонімний телефонний учасник.

## Інші версії

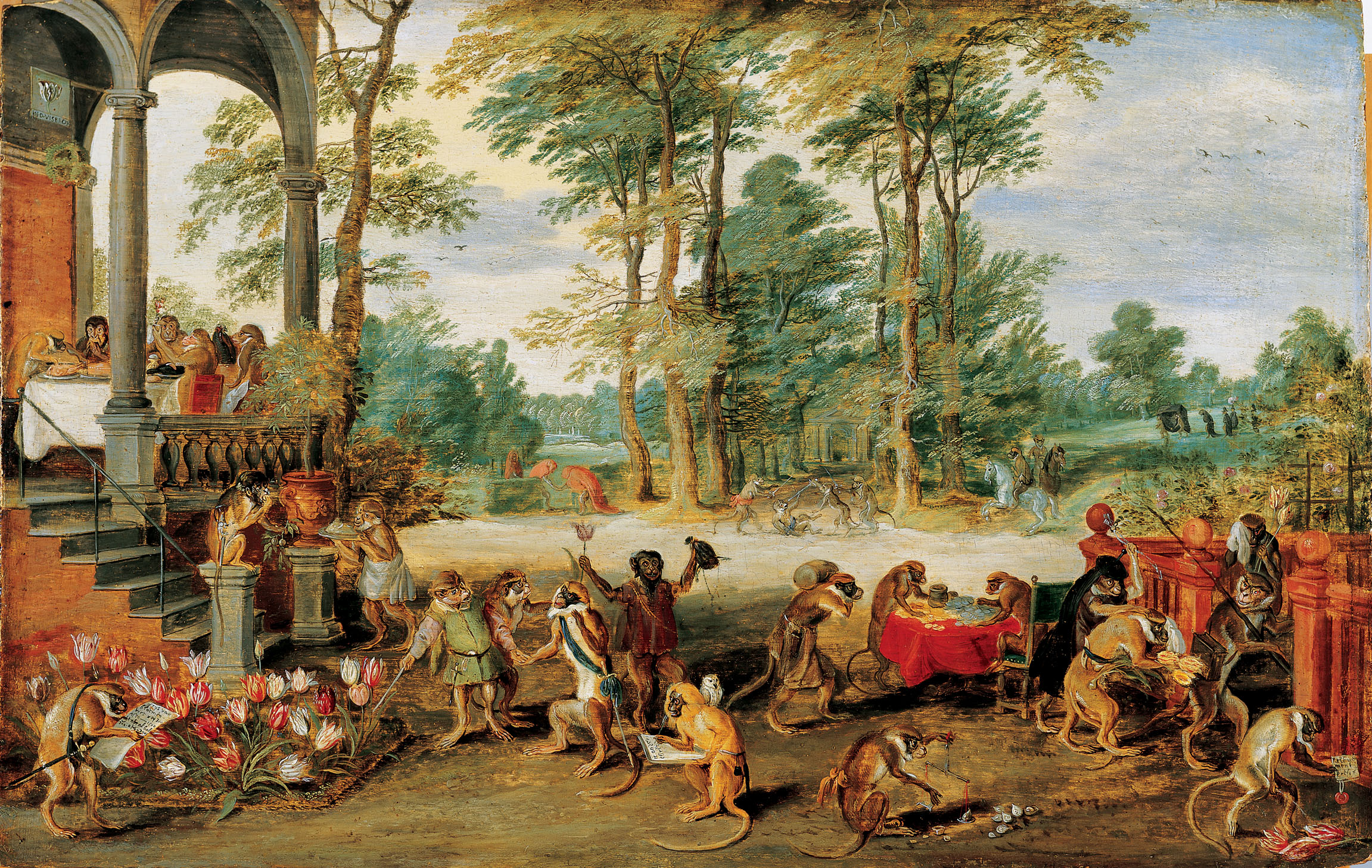
«Сатира на тюльпаноманію» в музеї Франса Галса

Існують ще дві версії цієї картини, одна з яких — «Сатира на тюльпаноманію» зберігається в музеї Франса Галса в Гарлемі, Нідерланди.

## Історичне підґрунтя
Тюльпаноманією або тюльпанним божевіллям називають короткий період в історії Нідерландів Золотої доби, коли цибулини тюльпанів стали предметом спекуляцій. У розпал божевілля на тюльпани приблизно в 1633 році три рідкісні цибулини тюльпанів у Гоорні досягли вартості цілого будинку, 1637 року відбулося стрімке падіння цін зі значними фінансовими втратами для спекулянтів. Тюльпаноманія розглядається як перша спекулятивна бульбашка в економічній історії. Найціннішим видом тюльпанів був Semper Augustus, який на початку 1637 року продавали за 10 000 гульденів за цибулину. На картині Брейгеля щедро представлені найрізноманітніші види тюльпанів.

## Галерея

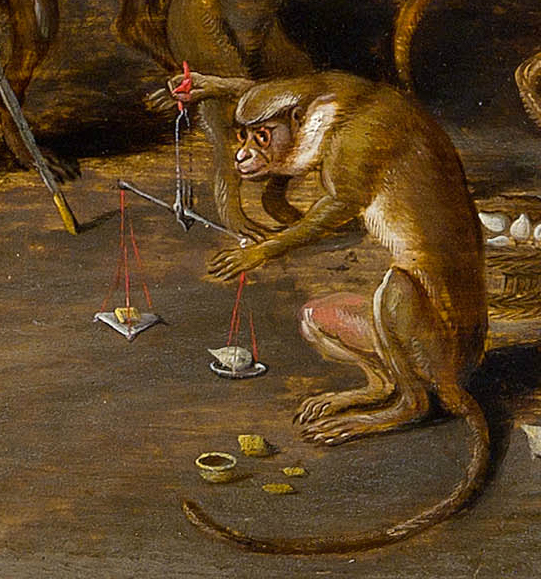
Цибулина на вагу золота (фрагмент)
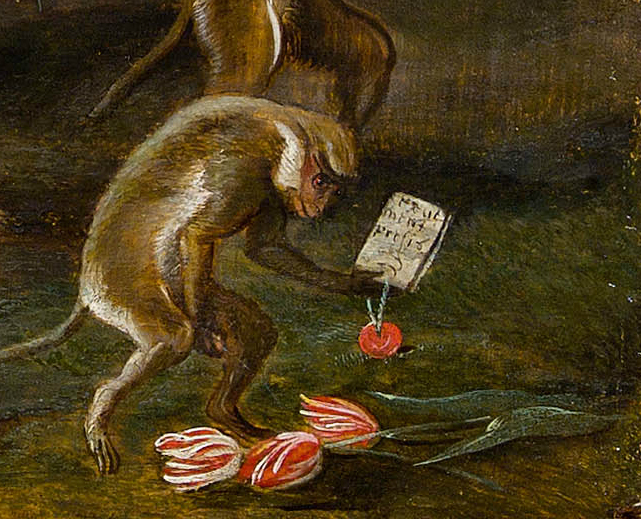
Мавпа, яка мочиться на тюльпани (фрагмент)
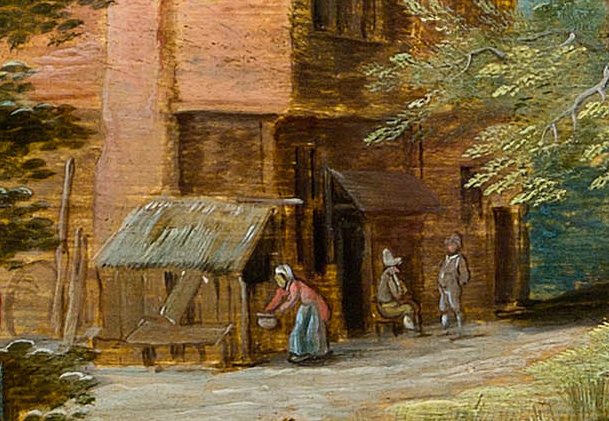
Троє людей (фрагмент)
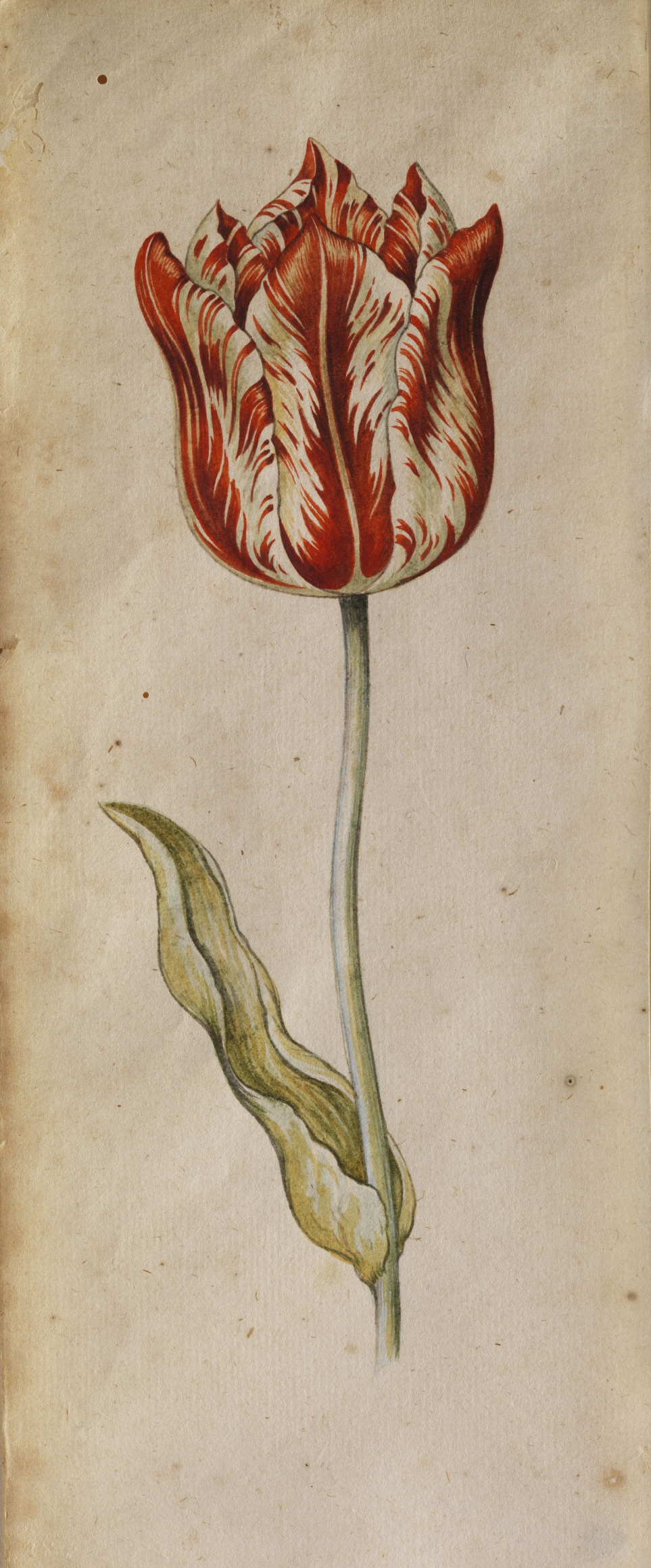
Semper Augustus, гуаш Теніса Класа, XVII століття